# Neilson Powless
Neilson Powless (Sacramento, 3 settembre 1996) è un ciclista su strada statunitense che corre per il team EF Education-EasyPost; è professionista dal 2018. Nel 2021 ha vinto la Clásica San Sebastián.

## Palmarès

### Strada
- 2016 (Axeon-Hagens Berman, quattro vittorie)

3ª tappa Redlands Bicycle Classic (Greenspot > Greenspot, cronometro)
Classifica generale Joe Martin Stage Race
3ª tappa Tour de Beauce (Saint-Prosper-de-Champlain > Saint-Prosper-de-Champlain, cronometro)
8ª tappa Tour de l'Avenir (Saint-Michel-de-Maurienne > Saint-Sorlin-d'Arves)
- 2017 (Axeon-Hagens Berman, quattro vittorie)

3ª tappa Triptyque des Monts et Châteaux (Chièvres > Chièvres, cronometro)
Gran Premio Palio del Recioto
1ª tappa Giro d'Italia Under-23 (Imola > Imola)
Campionati statunitensi, Prova in linea Under-23
- 2021 (EF Education-Nippo, una vittoria)

Classica di San Sebastián
- 2022 (EF Education-EasyPost, una vittoria)

Japan Cup
- 2023 (EF Education-EasyPost, due vittorie)

Grand Prix Cycliste la Marseillaise
Classifica generale Étoile de Bessèges
- 2024 (EF Education-EasyPost, due vittorie)

Gran Piemonte
Japan Cup
- 2025 (EF Education-EasyPost, due vittorie)

Dwars door Vlaanderen
GP Gippingen

#### Altri successi
- 2016 (Axeon-Hagens Berman)

Classifica a punti Joe Martin Stage Race
Classifica giovani Joe Martin Stage Race
Classifica giovani Tour of California
1ª tappa Olympia's Tour (Hardenberg > Hardenberg, cronosquadre)
- 2017 (Axeon-Hagens Berman)

Classifica giovani Tour of Utah
- 2018 (Lotto NL-Jumbo)

1ª tappa Tour of Britain (Cockermouth > Whinlatter Pass, cronosquadre)

## Piazzamenti

### Grandi Giri
- Tour de France

2020: 56º
2021: 43º
2022: 12º
2023: 66º
2024: 59º
2025: 47º
- Vuelta a España

2019: 31º

### Classiche monumento
- Milano-Sanremo

2018: 83º
2023: 7º
2025: 37º
- Giro delle Fiandre

2023: 5º
2025: 42º
- Liegi-Bastogne-Liegi

2020: 92º
2022: 8º
2023: 65º
2025: 10º
- Giro di Lombardia

2019: 62º
2021: 51º
2022: 34º
2024: 8º

### Competizioni mondiali
- Campionati mondiali su strada

Doha 2016 - Cronometro Under-23: 6º
Doha 2016 - In linea Under-23: 54º
Bergen 2017 - Cronometro Under-23: 9º
Bergen 2017 - In linea Under-23: 92º
Innsbruck 2018 - Cronosquadre: 13º
Innsbruck 2018 - In linea Under-23: 24º
Yorkshire 2019 - In linea Elite: 41º
Imola 2020 - In linea Elite: ritirato
Fiandre 2021 - Staffetta: 8º
Fiandre 2021 - In linea Elite: 5º
Wollongong 2022 - Cronometro elite: 22º
Wollongong 2022 - In linea Elite: 18º
Glasgow 2023 - In linea Elite: 11°
Glasgow 2023 - Staffetta mista: 8°
Zurigo 2024 - In linea Elite: 39°
Zurigo 2024 - Staffetta mista: 6°
- Campionati mondiali di mountain bike

Sud Africa 2013 - Team Relay: 7º
Norvegia 2014 - Team Relay: 4º